# Frontiers (editorial)
Frontiers es una editorial de publicaciones científicas de acceso abierto dorado. Fue creada en el Parque Científico del Instituto Federal de Tecnología de Suiza, en Lausana. Su sede actual se encuentra cerca del Tribunal Federal de Lausana.
Frontiers lanzó su primera revista, Frontiers in Neuroscience, en 2007. A principios de 2013, el grupo publicaba catorce revistas de biología vegetal, química, endocrinología, genética, inmunología, microbiología, neurología, neurociencia, oncología, pediatría, farmacología, fisiología, psiquiatría y psicología.
En marzo de 2013, Nature Publishing Group anunció una "inversión mayoritaria" en Frontiers.
Algunas de las revistas publicadas por Frontiers, a marzo de 2025, son:
- Frontiers in Aging
- Frontiers in Aging Neuroscience
- Frontiers in Agronomy
- Frontiers in Allergy'
- Frontiers in Analytical Science'
- Frontiers in Animal Science
- Frontiers in Applied Mathematics and Statistics
- Frontiers in Artificial Intelligence
- Frontiers in Astronomy and Space Sciences
- Frontiers in Behavioral Neuroscience
- Frontiers in Big Data
- Frontiers in Bioengineering and Biotechnology
- Frontiers in Bioinformatics
- Frontiers in Biomaterials Science
- Frontiers in Bird Science
- Frontiers in Blockchain
- Frontiers in Built Environment
- Frontiers in Cardiovascular Medicine
- Frontiers in Catalysis
- Frontiers in Cell and Developmental Biology
- Frontiers in Cellular Neuroscience
- Frontiers in Cellular and Infection Microbiology
- Frontiers in Chemical Engineering
- Frontiers in Chemistry
- Frontiers in Climate
- Frontiers in Clinical Diabetes and Healthcare
- Frontiers in Communication
- Frontiers in Communication and Networks
- Frontiers in Computational Neuroscience
- Frontiers in Computer Science
- Frontiers in Conservation Science
- Frontiers in Control Engineering
- Frontiers in Dementia
- Frontiers in Dental Medicine
- Frontiers in Digital Health
- Frontiers in Digital Humanities
- Frontiers in Drug Delivery
- Frontiers in Drug Discovery
- Frontiers in Earth Science
- Frontiers in Ecology and Evolution
- Frontiers in Education
- Frontiers in Electronic Materials
- Frontiers in Electronics
- Frontiers in Endocrinology
- Frontiers in Energy Research
- Frontiers in Environmental Chemistry
- Frontiers in Environmental Health
- Frontiers in Environmental Science
- Frontiers in Evolutionary Neuroscience
- Frontiers in Food Science and Technology
- Frontiers in Forests and Global Change
- Frontiers in Freshwater Science
- Frontiers in Fungal Biology
- Frontiers in Future Transportation
- Frontiers in Gastroenterology
- Frontiers in Genetics
- Frontiers in Genome Editing
- Frontiers in Geochemistry
- Frontiers in Global Women's Health
- Frontiers in Hematology
- Frontiers in Health Services
- Frontiers in Human Dynamics
- Frontiers in Human Neuroscience
- Frontiers in ICT
- Frontiers in Immunology
- Frontiers in Integrative Neuroscience
- Frontiers in International Journal of Public Health
- Frontiers in Manufacturing Technology

- Frontiers in Marine Science
- Frontiers in Materials
- Frontiers in Mechanical Engineering
- Frontiers in Medical Technology
- Frontiers in Medicine
- Frontiers in Microbiology
- Frontiers in Molecular Biosciences
- Frontiers in Molecular Medicine
- Frontiers in Molecular Neuroscience
- Frontiers in Nanotechnology
- Frontiers in Network Physiology
- Frontiers in Neural Circuits
- Frontiers in Neuroanatomy
- Frontiers in Neuroenergetics
- Frontiers in Neuroengineering
- Frontiers in Neuroergonomics
- Frontiers in Neuroimaging
- Frontiers in Neuroinformatics
- Frontiers in Neurology
- Frontiers in Neurorobotics
- Frontiers in Neuroscience
- Frontiers in Nuclear Medicine
- Frontiers in Nutrition
- Frontiers in Oncology
- Frontiers in Ophthalmology
- Frontiers in Oral Health
- Frontiers in Pain Research
- Frontiers in Pediatrics
- Frontiers in Pharmacology
- Frontiers in Photonics
- Frontiers in Physics
- Frontiers in Physiology
- Frontiers in Plant Science
- Frontiers in Political Science
- Frontiers in Psychiatry
- Frontiers in Psychology
- Frontiers in Public Health
- Frontiers in Quantum Science and Technology
- Frontiers in Radiology
- Frontiers in Rehabilitation Sciences
- Frontiers in Remote Sensing
- Frontiers in Reproductive Health
- Frontiers in Research Metrics and Analytics
- Frontiers in Robotics and AI
- Frontiers in Science
- Frontiers in Sensors
- Frontiers in Sociology
- Frontiers in Soil Science
- Frontiers in Space Technologies
- Frontiers in Sports and Active Living
- Frontiers in Surgery
- Frontiers in Sustainable Cities
- Frontiers in Sustainable Food Systems
- Frontiers in Synaptic Neuroscience
- Frontiers in Systems Biology
- Frontiers in Systems Neuroscience
- Frontiers in Thermal Engineering
- Frontiers in Toxicology
- Frontiers in Transplantation
- Frontiers in Tropical Diseases
- Frontiers in Tuberculosis
- Frontiers in Urology
- Frontiers in Veterinary Science
- Frontiers in Virology
- Frontiers in Virtual Reality
- Frontiers in Water

así como
- Acta Biochimica Polonica
- Acta Virologica
- Advances in Drug and Alcohol Research
- Dystonia
- Earth Science, Systems and Society'
- European Journal of Cultural Management and Policy
- Frontiers for Young Minds

- Journal of Abdominal Wall Surgery
- Journal of Cutaneous Immunology and Allergy
- Journal of Pharmacy & Pharmaceutical Sciences
- Oncology Reviews
- Pastoralism: Research, Policy and Practice
- Pathology & Oncology Research
- Public Health Reviews
- Spanish Journal of Soil Science
- Transplant International